# Aeropuerto Regional LA/Palmdale
El Aeropuerto Regional o LA/Palmdale Regional Airport (IATA: PMD, OACI: KPMD), también United States Air Force Plant 42, es un aeropuerto de la ciudad de Palmdale en el condado de Los Ángeles, California, Estados Unidos. 
Localizado en un terreno de 5,800 acres (23 km²), el Aeropuerto de Palmdale es considerado como uno de los aeropuertos civiles más grandes del mundo. Sin embargo, el sitio existe principalmente como una planta de fabricación de aeronaves utilizadas por las fuerzas militares de los Estados Unidos. El propio Aeropuerto de Palmdale es una pequeña terminal aérea arrendada para la Fuerza Aérea por Los Ángeles World Airports (LAWA), un departamento de la ciudad de Los Ángeles.  El aeropuerto está localizado en la esquina suroeste de la Planta 42 y empezó a operar en 1971.